# Свобода (Тюменская область)
Свобода — деревня в Омутинском районе Тюменской области России. Входит в состав Омутинского сельского поселения.

## География
Деревня расположена в южной части области, на водоразделе рек Тобол — Ишим, в зоне лесостепи, на левом берегу реки Малый Каш и образованной ею запруды.
На 2018 год в Свободе числится 1 улица — Мира.
Высота центра селения над уровнем моря — 116 м.

## История
Основана в начале XX века во время Столыпинской аграрной реформы.

## Население
| 2010 |
| ---- |
| 115  |

## Инфраструктура
Основной вид деятельности хлебопашество и животноводство.

## Транспорт
Просёлочная дорога до села Омутинское.
Ближайшая железнодорожная станция Омутинская (на линии Тюмень — Омск) находится в райцентре — селе Омутинское.